# Henriette Catharina von Gersdorff
Henriette Catharina Freifrau von Gersdorff (oder Gersdorf), geborene Freiin von Friesen (* 6. Oktober 1648 in Sulzbach; † 6. März 1726 in Großhennersdorf) war eine deutsche religiöse Lyrikerin, Förderin des Pietismus, der Herrnhuter Brüdergemeine, sowie der sorbischen Sprache und Kultur.

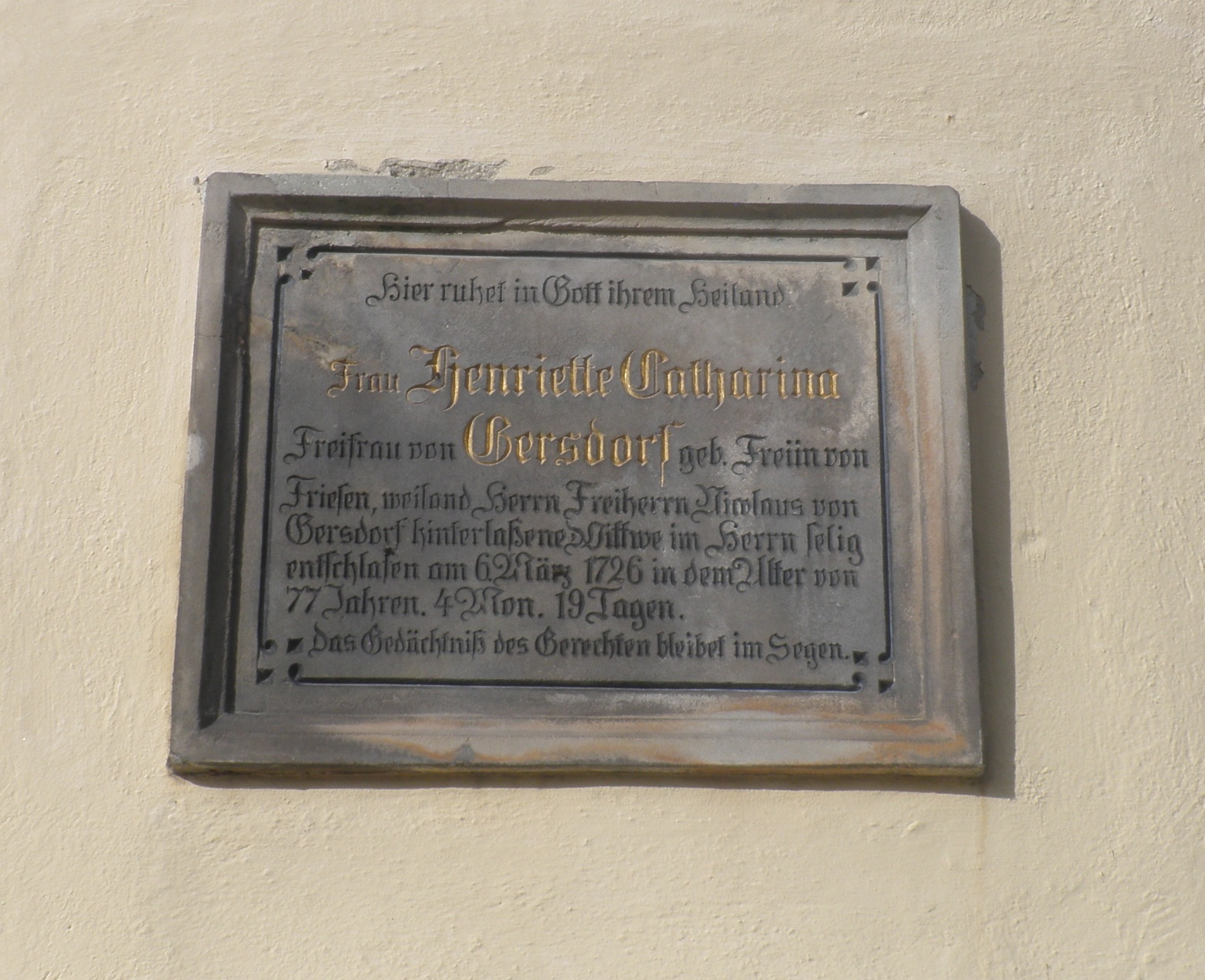

## Leben
Geboren als Tochter des Freiherrn Carl von Friesen (1619–1686) und Justina Sabina von Raben, genoss sie eine Erziehung in Dresden und Leipzig. Der Geheime Rat und Kanzler Otto Heinrich von Friesen war ihr Bruder. Vielseitig vorgebildet, erfuhr sie durch ihre deutschen und lateinischen Gedichte bereits in ihrer Jugend von gebildeten Zeitgenossen Beachtung. Schon früh korrespondierte sie mit zahlreichen Theologen und Wissenschaftlern (darunter der Philosoph Leibniz) ihrer Epoche.
Im Alter von 24 Jahren heiratete sie 1672 den Geheimen Rat sowie Direktor und Landvogt der Oberlausitz Nicol von Gersdorff auf Berthelsdorf (1629–1702), den als eine Art Regierungspräsident seinerzeit höchsten Regierungsbeamten der Oberlausitz. Auch über diese Verbindung übte sie einen nicht unwesentlichen Einfluss auf Staats- und Kirchenangelegenheiten aus. Sie unterstützte die Bewegung des Pietismus und stand dabei insbesondere den Bestrebungen des Oberhofpredigers Philipp Jacob Spener aufgeschlossen gegenüber. Sie vertrat ein überkonfessionelles, philadelphisches Christentum, obwohl sie sich immer mit der lutherischen Kirche verbunden wusste. Als Mäzenatin förderte sie nicht nur die Übersetzung der Bibel ins Sorbische, sondern auch die Mädchenbildung. So war sie etwa an der Gründung des Altenburger Magdalenenstifts beteiligt.
Nach dem Tod ihres Mannes zog sie sich im Sommer 1703 auf ihr Gut Großhennersdorf bei Zittau zurück. Dort widmete sie sich unter anderem der Erziehung ihres Enkels Nikolaus Ludwig von Zinzendorf und bot in ihrem Haus böhmischen Glaubensflüchtlingen Aufnahme. Die geistlichen Lieder, die sie verfasste, gehörten nach dem Urteil Johann Jakob Rambachs zu den besten ihrer Zeit, sind aber heute aus den Gesangbüchern verschwunden. Ihre Gedankenwelt, ebenso wie auch ihre Frömmigkeit, welche ihren Enkel im täglichen Gebet den „Umgang mit dem Heiland“ gelehrt hatte, prägten Zinzendorf und die von ihm gegründete Herrnhuter Brüdergemeine.

## Werke

### Lieder (Auswahl)
- O gnadenvolles Heute, da sich der Gottesheld für uns gefallne Leute zum Heiland eingestellt …
- Herr, mein Heil, in aller Angst wend ich meine Glaubensblicke zu dem Kreuze, da du hangst …
- Gott, der an allen Enden viel große Wunder tut, in dessen treuen Händen mein ganzes Leben ruht …
- Treuer Hirte deiner Herde, deiner Glieder starker Schutz …
- An einen Fürsten[3]
- Mein Herz ermuntre dich nun wieder ...

### Ausgabe
- Geistreiche Lieder und poetische Betrachtungen. Hrsg. v. Paul Anton, Waisenhaus, Halle 1729. (Nachdruck: Wald, Karben 1998, ISBN 3-932065-93-X).